# Flinstone Boy
Flinstone Boy è un brano pop rock scritto dall'artista britannico Elton John.

## La melodia e il testo
Originariamente pubblicato come B-side del singolo Ego, nel 1998 è stato incluso nella versione rimasterizzata dell'album A Single Man. Il titolo del brano era inizialmente Flintstone Boy; attualmente la prima t viene eliminata.
Musicalmente parlando, mette subito in evidenza gli strumenti musicali, a differenza di quanto accade, ad esempio, in Shine on Through. La chitarra acustica è presente al posto di quella elettrica; si possono notare anche i sintetizzatori, dal suono simile a quello prodotto dall'australiano didgeridoo.
Flinstone Boy è uno dei pochi brani scritti completamente da Elton John (anche il testo porta infatti la firma della rockstar). Nella seconda parte del brano viene narrata una strana storia riguardo ad un certo Jo Jo, presosi gioco dell'amante Joey. Ma non sembrano esserci dei collegamenti con la prima parte di un testo che, se preso per intero, risulterebbe decisamente nonsense.